# Is dat eigenlijk wel zo?
Is dat eigenlijk wel zo? was een televisieprogramma van de VARA uit 2007, gepresenteerd door Francisco van Jole. In dit televisieprogramma werd in iedere aflevering een andere stelling behandeld, en werd onderzocht of deze stelling eigenlijk wel zo is. Dit gebeurde onder andere door het tonen van de mening van verschillende mensen.
Er zijn vijf afleveringen uitgezonden. De uitzendingen begonnen om 22:00 op Nederland 3; de eerste uitzending was op 24 mei 2007 en de laatste vond plaats op 28 juni van dat jaar. 
De begintune van het programma was Gil Scott-Heron's The Revolution Will Not Be Televised.  